# Máquina virtual

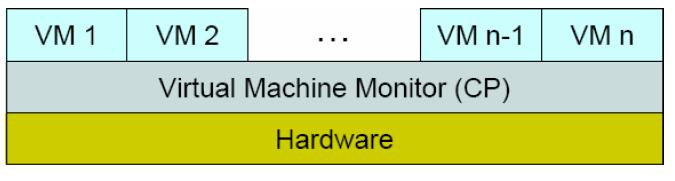
Arquitectura típica de una máquina virtual.

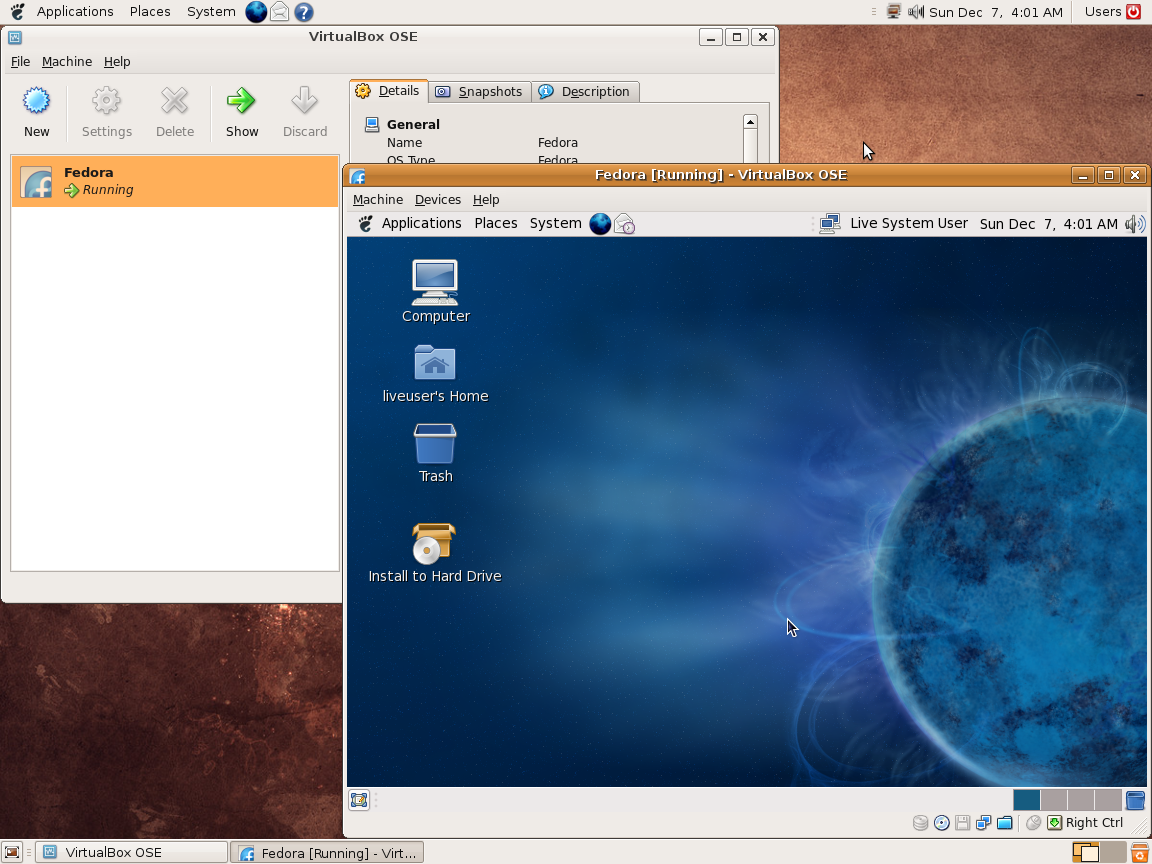
VirtualBox

El concepto de máquina virtual puede definirse como equipos virtuales o equipos definidos por software dentro de servidores físicos, donde solo existen como código. Una máquina virtual (Virtual machine en inglés abreviado VM) es una réplica, en cuanto a comportamiento, de un equipo físico, como una PC, teléfono inteligente o un servidor, etc.
Una máquina virtual cuenta con componentes como lo son CPU, memoria, e incluso puede conectarse a internet. Dichos componentes toman recursos de los componentes físicos de donde se está llevando a cabo la virtualización, como puede ser una PC, laptop, servidor remoto o un servidor en el centro de datos de un proveedor de nube. Cabe aclarar que las máquinas virtuales solo pueden ejecutar procesos con los recursos asignados al momento de su creación. Por ejemplo, si la PC física tiene una memoria de almacenamiento de un 1 TB y a una máquina virtual se le asigna 500 Gb de esta PC, solo podrá usar dichos 500 Gb a pesar de que la computadora de origen tenga más espacio disponible.
La máquina virtual está en una partición separada del resto del sistema, lo que significa que el software que se encuentra dentro de una VM no puede interferir con el sistema operativo principal del equipo anfitrión.

## Usos de las máquinas virtuales
Algunos usos de máquinas virtuales son:
- Compilar e implementar aplicaciones en la nube.
- Implementar sistemas operativos (SO).
- Poner en marcha nuevos entornos para facilitar y acelerar la ejecución de escenarios de desarrollo y pruebas.
- Crear copias de seguridad del sistema operativo existente.
- Manejar datos dañados o infectados por virus.
- Ejecutar versiones anteriores de una aplicación con la instalación de un sistema operativo anterior.
- Ejecutar software o aplicaciones en sistemas operativos para los que no se habían diseñado inicialmente.

Uno de los usos domésticos más extendidos de las máquinas virtuales es ejecutar sistemas operativos para "probarlos". De esta forma podemos ejecutar un sistema operativo que queramos probar (GNU/Linux, por ejemplo) desde nuestro sistema operativo habitual (Mac OS X por ejemplo) sin necesidad de instalarlo directamente en nuestra computadora y sin miedo a que se desconfigure el sistema operativo primario. Otro de los usos más comunes de las máquinas virtuales es ejecutar distintos tipos de malware, para comprobar sus efectos y saber como evitarlos antes de tiempo sin poner en riesgo los archivos del ordenador físico.

## Hipervisor

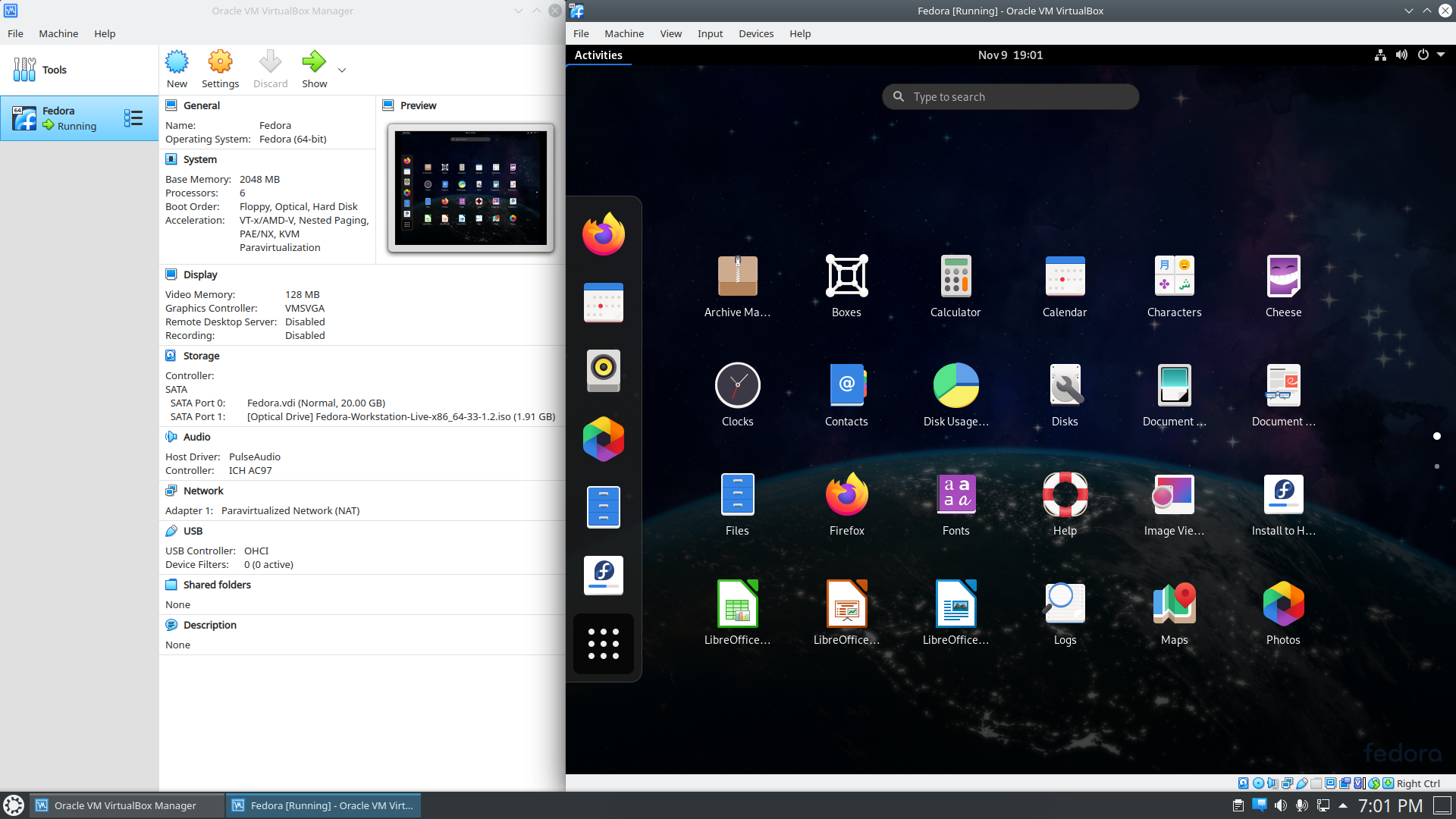
Captura de VirtualBox 6.1.14 sobre Kubuntu.

Las máquinas virtuales son software huésped ejecutado sobre un software especial llamado Hipervisor o VMM (Virtual Machine Monitor). Esta VMM crea una capa de abstracción del hardware de la máquina física (host) y se la ofrece al sistema operativo de la máquina virtual.

## Tipos de máquinas virtuales

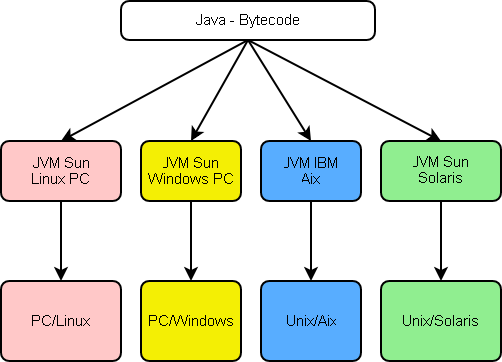
Funcionamiento de la máquina virtual de Java, una de las máquinas virtuales de proceso más populares.

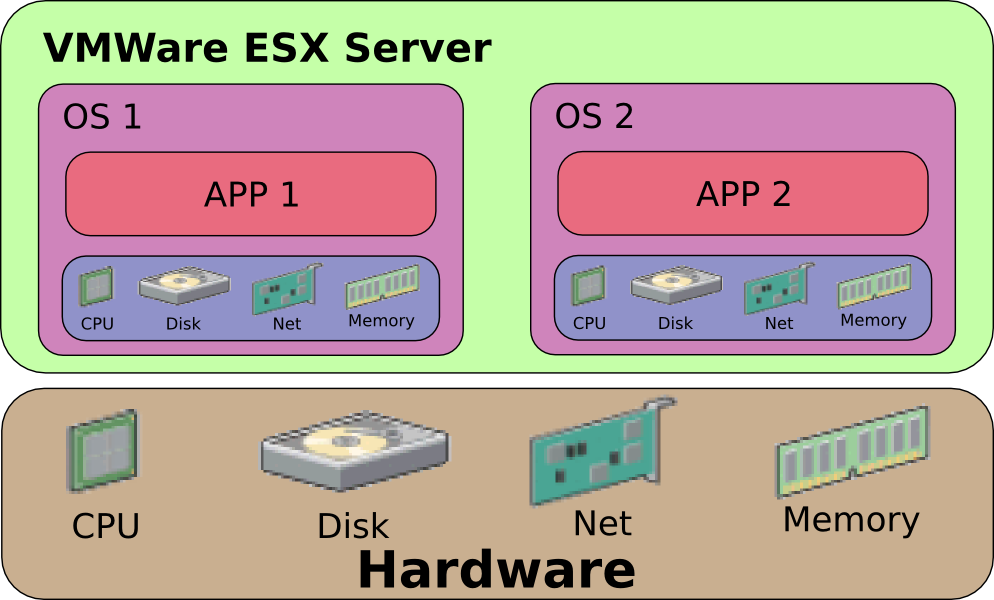
Funcionamiento de VMWare, una de las máquinas virtuales de sistema más populares.

Las máquinas virtuales se pueden clasificar en dos grandes categorías según su funcionalidad y su grado de equivalencia a una verdadera máquina.
- Máquinas virtuales de sistema (en inglés System Virtual Machine)
- Máquinas virtuales de proceso (en inglés Process Virtual Machine)

### Máquinas virtuales de sistema
Las máquinas virtuales de sistema, también llamadas máquinas virtuales de hardware son el tipo de máquina virtual que se usa en la virtualización de hardware. Este tipo de virtualización permite a una máquina física subyacente multiplicarse en varias máquinas virtuales, cada una ejecutando su propio sistema operativo. A la capa de software que permite la virtualización se la llama monitor de máquina virtual o hipervisor. Un monitor de máquina virtual puede ejecutarse o bien directamente sobre el hardware o bien sobre un sistema operativo ("host operating system").

### Máquinas virtuales de proceso
Una máquina virtual de proceso, a veces llamada "máquina virtual de aplicación" o PVM (siglas del inglés Process-level Virtual Machine), se ejecuta como un proceso normal dentro de un sistema operativo sirviendo de enlace entre un lenguaje de programación y el sistema operativo, realizando una interpretación u otra técnica de enlace entre fuente y código máquina. La máquina se inicia automáticamente cuando se lanza el proceso que se desea ejecutar o manualmente para ejecutar código interactivamente y se detiene para cuando este finaliza o se le pide terminar al entorno de ejecución. 
Su objetivo es el de proporcionar un entorno de ejecución independiente de la plataforma de hardware y del sistema operativo, que oculte los detalles de la plataforma subyacente y permita que un programa se ejecute siempre de la misma forma sobre cualquier plataforma. Esto es debido a que el código de máquina es específico al dispositivo siendo utilizado y programar a ese nivel requiere un conocimiento sobre el sistema operativo y la máquina. La máquina virtual sirve de puente entre los lenguajes de alto nivel y el código de máquina.  
El ejemplo más conocido actualmente de este tipo de máquina virtual es la máquina virtual de Java que interpreta un código intermedio entre Java y código máquina. Java utilizaba el eslogan WORA (write once, rune anywhere) por este sistema.  Otra máquina virtual muy conocida es la del entorno .Net de Microsoft que se llama "Common Language Runtime".
Otros ejemplos de este tipo de máquinas virtuales son las usadas por herramientas de ofuscación de código con virtualización, como por ejemplo VMProtect, Code Virtualizer y Themida.

## Ventajas de las máquinas virtuales
- Las máquinas virtuales son, generalmente, fáciles de manejar y mantener.
- Las máquinas virtuales pueden ejecutar múltiples sistemas operativos en una sola computadora física, por lo que se ahorra memoria física, tiempo y costos de mantenimiento y manejo.
- Las máquinas virtuales pueden soportar aplicaciones de versiones pasadas, lo que reduce el costo de migrar a nuevo sistema operativo. Por ejemplo, una máquina virtual de Linux ejecutando una distribución de Linux como sistema operativo invitado puede existir en un servidor host que está ejecutando un sistema operativo diferente de Linux, como puede ser Windows.
- Las máquinas virtuales pueden proporcionar opciones integradas de recuperación de desastres.

## Desventajas de las máquinas virtuales
Las máquinas virtuales pueden tener varias ventajas sobre las computadoras físicas, pero también hay posibles desventajas:
- Ejecutar múltiples máquinas virtuales en una computadora física puede resultar en un rendimiento inestable si no se cumple ciertos requerimientos de infraestructura (memoria, poder de procesamiento, etc.)
- Las máquinas virtuales son menos eficientes y se ejecutan más lento que computadoras físicas. La mayoría de las empresas usan una combinación de computadoras físicas y virtuales para balancear los diferentes puntos fuertes y débiles de las dos.[4]

## Lista de hardware con soporte para virtualización
- AMD-V (anteriormente llamado Pacifica)ASERFUI
- ARM TrustZone
- Boston Circuits gCore (grid-on-chip) con núcleos 16 ARC 750D y módulo de virtualización de hardware Time-machine.
- Freescale PowerPC MPC8572 y MPC8641D
- IBM System/370, System/390 y mainframes ZSeries
- Intel VT (anteriormente llamado Vanderpool)
- SPARC de Sun Microsystems

## Lista de máquinas virtuales
| Máquinas virtuales de proceso - Bash - Common Language Runtime - C#, Visual Basic.NET, J#, Managed C++ - EiffelStudiopara el lenguaje de programación Eiffel - Lenguaje de programación Erlang - Forth virtual machine - Forth - Glulx - Glulx, Z-code - Harbour - Harbour virtual machine - Hec - Hasm Assembler - Inferno - Limbo - Java virtual machine - Java, Nice, NetREXX - Lisp - Low Level Virtual Machine (LLVM) - actualmente C, C++, Stacker - Lua - Macromedia Flash Player - SWF - MMIX - MMIXAL - Neko virtual machine actualmente Neko y haXe - O-code machine - BCPL - P-code machine - Pascal - Parrot - Perl 6 - Perl virtual machine - Perl - Portable.NET - C#, Visual Basic.NET, J#, Managed C++ - YARV - Ruby - Rubinius - Ruby - ScummVM - Scumm - SECD machine - ISWIM, Lispkit Lisp - Sed the stream-editor can also be seen as a VM with 2 storage spaces. - Smalltalk virtual machine - Smalltalk - SQLite virtual machine - SQLite opcodes - Squeak virtual machine - Squeak - SWEET16 - TrueType virtual machine - TrueType - Valgrind - chequeo de accesos a memoria y "leaks" en x86/x86-64 code under Linux - VX32 virtual machine - application-level virtualization for native code - Virtual Processor (VP) from Tao Group (UK). - Waba - similar a Java, para dispositivos pequeños - Warren Abstract Machine - Prolog, CSC GraphTalk - Z-machine - Z-Code - Zend Engine - PHP | Máquinas virtuales de sistema - VThere (de Sentillion, Inc. ) - ATL (A MTL Virtual Machine) - Bochs emulador de PC x86 y AMD64, portátil y open source - CoLinux Open Source Linux inside Windows - Denali, uses paravirtualization of x86 for running para-virtualized PC operating systems. - FAUmachine - Hercules emulator, free System/370, ESA/390, z/Mainframe - Integrity Workstation Green Hills Software - LilyVM is a lightweight virtual machineAn introduction - Microsoft Virtual PC y Microsoft Virtual Server - OKL4 - Parallels Workstation, virtualización de x86 para ejecutar sistemas operativos - Parallels Desktop for Mac, virtualización de x86 para ejecutar máquinas virtuales en Mac OS X - QEMU, muy popular en entornos Linux - Qubes OS - SheepShaver. - Simics - SVISTA - Trango Virtual Processors - TwoOStwo - User-mode Linux - VirtualBox - Virtual Iron (Virtual Iron 3.1) - Virtual Operating System de Star Virtual Machines - VM de IBM - VMware (ESX Server, Fusion, Virtual Server, Workstation, Player y ACE) - Xen - KVM - IBM POWER SYSTEMS - Torrecilla Virtual Machine (TVM) Máquinas virtuales a nivel de sistema operativo - OpenVZ - Virtuozzo - FreeVPS - Linux-VServer - FreeBSD Jails - Solaris Containers - AIX Workload Partitions - Docker |

### Descripciones ampliadas para aplicaciones de virtualización seleccionadas
Los productos de software siguientes son capaces de virtualizar el hardware de modo que varios sistemas operativos puedan compartirlo.
- ADEOS es una Capa de Abstracción de Hardware que puede ser cargado como un módulo del núcleo Linux. Esto permite la carga de un núcleo en tiempo real como módulo, al mismo tiempo que se ejecuta Linux, pero con una prioridad más alta.
- Denali utiliza la paravirtualización para proporcionar máquinas virtuales de alto rendimiento sobre procesadores x86.
- OKL4 utiliza el software libre L4 (micronúcleo) como un hypervisor para proporcionar una solución de virtualización de alto rendimiento para sistemas embebidos.
- OpenVZ para Linux
- Parallels
- QEMU puede emular una variedad de arquitecturas de CPU sobre muchas plataformas distintas.
- Virtual Iron
- Virtuozzo
- VMware
- Xen
- KVM